# Isadelphus coriarius
Isadelphus coriarius là một loài tò vò trong họ Ichneumonidae.